# Annegret Kramp-Karrenbauer
Annegret Kramp-Karrenbauer (Völklingen, 9 d'agost de 1962) és una política alemanya, presidenta de la Unió Demòcrata Cristiana (CDU) des del desembre de 2018. Va ser també primera ministra de l'estat del Saarland entre 2011 i 2018. Va ser la quarta dona a governar un estat federat alemany i la primera a governar el del Saarland.

## Formació
Kramp-Karrenbauer va créixer amb els seus cinc germans a Püttlingen, en una llar de signe conservador i catòlic. Va fer els estudis de primària a Püttlingen i, després, entre 1973 i 1982, l'educació secundària a Völklingen. Va estudiar dret i ciències polítiques a la Universitat de Trèveris i a la Universitat del Saarland fins al 1990. Es va graduar amb un màster en Ciències polítiques i en Dret públic.

## Carrera política
Als 19 anys, Kramp-Karrenbauer es va unir a la CDU i, a la dècada de 1980, va ser vicepresidenta de l'organització juvenil Junge Union en aquest estat federal. El 1998, va entrar al Bundestag (el parlament federal), i des de 1999 és membre del Parlament Regional del Saarland. El 10 d'agost de 2011, va esdevenir primera ministra del Saarland.
El 19 de febrer de 2018, Merkel va començar a organitzar la seva successió i va nominar Kramp-Karrenbauer, coneguda popularment amb l'acrònim AKK, com a nova secretària general del CDU, després de la dimissió de Peter Tauber per motius de salut.
Després que assumís la secretaria general de la CDU, Tobias Hans va rellevar-la al càrrec de ministre-president del Saarland.
El 10 de febrer de 2020 Kramp-Karrenbauer va anunciar que deixarà en el transcurs d'aquest any la presidència de la CDU i que no es presentarà a la candidatura a la cancelleria.

## Vida personal
Annegret Kramp-Karrenbauer està casada des del 1984 amb Helmut Karrenbauer, un enginyer de mines. Tenen tres fills, Tobias, Laurien i Julian. El seu marit, per afavorir la carrera política d'AKK, ha renunciat a la seva activitat professional i ha assumit les tasques de la llar.